# もりたけし
もり たけし（本名：森 健、1963年10月10日 - ）は、日本の男性アニメーター、アニメ監督、小説家。東京都出身。実父は元プロ野球選手の森徹。

## 来歴・人物
早稲田大学ではサークルの動画村に所属し、自主制作アニメーション作品を制作。卒業後に1986年に亜細亜堂へ入社し、動画を経て原画マンとなる。その後、『燃える!お兄さん』の第21話「さらば国宝家! 家出したフリッパーの巻」で各話演出。
『トップをねらえ!』に感銘を受けガイナックスへ。OVA『きまぐれオレンジ☆ロード ハリケーン! 変身少女あかね』で初監督。
『ふしぎの海のナディア』放映当時、裏番組の『江戸っ子ボーイ がってん太助』の監督をやっていたため、前者で絵コンテ・演出を担当する際は根本清、いぬまくら、浦野寛徳（「裏の監督」という意味）などのペンネームも使用している。ちなみに『交響詩篇エウレカセブン』担当の際も浦野康生（うらのこうせい）名義を使用した。また、作家としては、自身が関わったアニメ作品のノベライズを多く手がける。
2012年、結婚。妻の誕生日が、自身が監督をつとめたストラトス・フォーの主人公・本庄美風と同じ5月25日と公表。

## 参加作品

### テレビアニメ
1988年
- 燃える!お兄さん（絵コンテ・演出）

1989年
- キテレツ大百科（絵コンテ）
- らんま1/2（絵コンテ・演出・原画）
- それいけ!アンパンマン（絵コンテ）

1990年
- 江戸っ子ボーイ がってん太助（1990年 - 1991年、監督・絵コンテ・演出）
- ふしぎの海のナディア（1990年 - 1991年、絵コンテ・演出）

1992年
- 幽☆遊☆白書（1992年 - 1994年、絵コンテ）

1993年
- 無責任艦長タイラー（絵コンテ・演出）

1995年
- 行け!稲中卓球部（絵コンテ）

1996年
- 逮捕しちゃうぞ（1996年 - 1997年、絵コンテ）

1997年
- YAT安心!宇宙旅行（絵コンテ）
- エルフを狩るモノたちII（文芸協力）

1998年
- るろうに剣心 -明治剣客浪漫譚-（1996年版）（絵コンテ）
- ももいろシスターズ（絵コンテ）
- 浦安鉄筋家族（絵コンテ）
- ジェネレイターガウル（絵コンテ）

2000年
- ヴァンドレッド（監督）

2001年
- ヴァンドレッド the second stage（監督）
- ナジカ電撃作戦（スーパーバイザー）

2002年
- 最終兵器彼女（絵コンテ）

2003年
- ストラトス・フォー（監督）
- 君が望む永遠（絵コンテ）

2004年
- クロノクルセイド（絵コンテ）
- ギャラクシーエンジェルX（絵コンテ）

2005年
- 交響詩篇エウレカセブン（絵コンテ）
- まじめにふまじめ かいけつゾロリ（2005年 - 2007年、シリーズ構成・脚本・絵コンテ）
- ノエイン もうひとりの君へ（絵コンテ）

2006年
- 機神咆吼デモンベイン（絵コンテ）
- オーバン・スターレーサーズ（2006年 - 2007年、絵コンテ）

2007年
- スカルマン THE SKULL MAN（監督・絵コンテ）
- DARKER THAN BLACK -黒の契約者-（絵コンテ）
- 機神大戦ギガンティック・フォーミュラ（絵コンテ）
- 逮捕しちゃうぞ フルスロットル（2007年 - 2008年、絵コンテ）
- スケッチブック 〜full color's〜（絵コンテ）
- バンブーブレード（絵コンテ）

2008年
- ロザリオとバンパイア（絵コンテ）
- ドルアーガの塔 〜the Aegis of URUK〜（絵コンテ）
- 鉄腕バーディー DECODE（絵コンテ）

2009年
- ドルアーガの塔 〜the Sword of URUK〜（絵コンテ）
- RIDEBACK -ライドバック-（絵コンテ）
- シャングリ・ラ（クリエイティブ・プロデューサー・絵コンテ）
- あにゃまる探偵 キルミンずぅ（絵コンテ）
- DARKER THAN BLACK -流星の双子-（絵コンテ）

2012年
- モーレツ宇宙海賊（絵コンテ）
- イナズマイレブンGO クロノ・ストーン（2012年 - 2013年、絵コンテ）

2013年
- イナズマイレブンGO ギャラクシー（2013年 - 2014年、絵コンテ）
- ファイ・ブレイン 神のパズル 第3シリーズ（2013年 - 2014年、絵コンテ）

2014年
- ドラゴンコレクション（2014年 - 2015年、絵コンテ）
- テンカイナイト（2014年 - 2015年、絵コンテ）
- フューチャーカード バディファイト（2014年 - 2015年、絵コンテ）
- ワールドトリガー（2014年 - 2015年、絵コンテ）

2015年
- フューチャーカード バディファイト100（2015年 - 2016年、絵コンテ）
- SHOW BY ROCK!!（絵コンテ）

2016年
- ポケットモンスター XY&Z（絵コンテ）

2017年
- スナックワールド（2017年 - 2018年、監督・絵コンテ）
- フューチャーカード バディファイトX（2017年 - 2018年、絵コンテ）
- カードファイト!! ヴァンガードG NEXT（絵コンテ）
- ドラゴンボール超（絵コンテ）
- ベイブレードバースト ゴッド（絵コンテ）
- 100%パスカル先生（絵コンテ）

2018年
- フューチャーカード バディファイトX オールスターファイト（絵コンテ）
- メジャーセカンド（絵コンテ）
- ドラえもん（絵コンテ）
- フューチャーカード 神バディファイト（2018年 - 2019年、絵コンテ）
- 異世界魔王と召喚少女の奴隷魔術（絵コンテ）
- ゴールデンカムイ（絵コンテ）
- ムヒョとロージーの魔法律相談事務所（絵コンテ）
- あかねさす少女（絵コンテ）

2019年
- 異世界チート魔術師（絵コンテ）
- カードファイト!! ヴァンガード（絵コンテ）
- ゾイドワイルド ZERO（2019年 - 2020年、絵コンテ）
- 本好きの下剋上 司書になるためには手段を選んでいられません（2019年 - 2020年、絵コンテ）

2020年
- あひるの空（絵コンテ）
- カードファイト!! ヴァンガード外伝 イフ-if-（絵コンテ）
- ご注文はうさぎですか? BLOOM（絵コンテ）

2021年
- SHAMAN KING（2021年 - 2022年、絵コンテ）
- MARS RED（絵コンテ）
- 新幹線変形ロボ シンカリオンZ（2021年 - 2022年、絵コンテ）
- もっと!まじめにふまじめ かいけつゾロリ（2021年 - 2022年、絵コンテ）
- 境界戦機（2021年 - 2022年、絵コンテ）
- ぐんまちゃん（2021年 - 2023年、絵コンテ）
- 忍たま乱太郎（2021年 - 2023年、絵コンテ）

2022年
- 遊☆戯☆王SEVENS（絵コンテ）
- マジカパーティ（絵コンテ）
- フットサルボーイズ!!!!!（絵コンテ）
- リーマンズクラブ（絵コンテ）
- 処刑少女の生きる道（絵コンテ）
- 遊☆戯☆王ゴーラッシュ!!（2022年 - 2024年、絵コンテ）
- 黒の召喚士（絵コンテ）

2023年
- イジらないで、長瀞さん 2nd Attack（絵コンテ）
- EDENS ZERO（絵コンテ）
- MIX MEISEI STORY 2ND SEASON 〜二度目の夏、空の向こうへ〜（絵コンテ）
- はなかっぱ（絵コンテ）
- レベル1だけどユニークスキルで最強です（絵コンテ）
- 冒険者になりたいと都に出て行った娘がSランクになってた（総監督・絵コンテ）
- とあるおっさんのVRMMO活動記（絵コンテ）
- BEYBLADE X（2023年 - 2024年、絵コンテ）
- Helck（絵コンテ）

2024年
- 外科医エリーゼ（絵コンテ）
- 月刊モー想科学（絵コンテ）
- ドッグシグナル（絵コンテ）
- 最強王図鑑 〜The Ultimate Battles〜（演出）
- オーイ! とんぼ（絵コンテ）
- ニンジャラ（2024年 - 2025年、絵コンテ）
- 狼と香辛料 MERCHANT MEETS THE WISE WOLF（絵コンテ）
- 多数欠（絵コンテ）
- ダンジョンの中のひと（絵コンテ）
- 僕の妻は感情がない（絵コンテ）
- 歴史に残る悪女になるぞ（絵コンテ）
- 青のミブロ（絵コンテ）
- ぷにるんず ぷに2（絵コンテ）

2025年
- 悪役令嬢転生おじさん（絵コンテ）
- 妖怪学校の先生はじめました!（絵コンテ）
- 戦隊レッド 異世界で冒険者になる（絵コンテ）
- 未ル わたしのみらい（制作アドバイザー）
- ボールパークでつかまえて!（絵コンテ）
- ある魔女が死ぬまで（絵コンテ）
- ぷにるんず ぷに3（絵コンテ）
- 異世界黙示録マイノグーラ〜破滅の文明で始める世界征服〜（絵コンテ）
- ニャイト・オブ・ザ・リビングキャット（絵コンテ）

### 劇場アニメ
1991年
- 月光のピアス ユメミと銀のバラ騎士団（監督）

1994年
- ストリートファイターII MOVIE（絵コンテ）

2011年
- トワノクオン（協力監督）

2012年
- 映画かいけつゾロリ だ・だ・だ・だいぼうけん!（脚本）

2013年
- 映画かいけつゾロリ まもるぜ!きょうりゅうのたまご（脚本）

2015年
- スナックワールド（監督）

### OVA
1989年
- きまぐれオレンジ☆ロード ハリケーン！変身少女あ・か・ね（監督）

1991年
- きまぐれオレンジ☆ロード 思いがけないシチュエーション（監督）
- おたくのビデオ（監督）

1992年
- 甲竜伝説ヴィルガスト（絵コンテ）
- るり色プリンセス（監督）

1993年
- 今日から俺は!!（監督）

1994年
- 素足のGinRei EPISODE:1〜盗まれた戦闘チャイナを探せ大作戦!!（監督・絵コンテ）

1995年
- 青い瞳の銀鈴（監督・絵コンテ）
- 卒業 〜Graduation〜（絵コンテ）
- 秘境探検ファム&イーリー（1995年 - 1996年、監督・脚本・絵コンテ）
- 銀河お嬢様伝説ユナ〜哀しみのセイレーン〜（監修）
- ガンスミスキャッツ（1995年 - 1996年、監督）

1997年
- AIKa（絵コンテ）

1999年
- メルティランサー The Animation（監督）

2002年
- ゲートキーパーズ21（絵コンテ）

2004年
- アカネマニアックス（絵コンテ）

2005年
- きらめき☆プロジェクト（スーパーバイザー・絵コンテ）
- 戦闘妖精少女 たすけて! メイヴちゃん（監督・脚本）
- ストラトス・フォー ADVANCE（監督）

2008年
- らんま1/2 悪夢!春眠香（監督・絵コンテ）

2014年
- チェインクロニクル 〜ショートアニメ〜（監督）

### Webアニメ
2019年
- ベイブレードバースト ガチ（絵コンテ）

2020年
- ベイブレードバースト スパーキング（2020年 - 2021年、絵コンテ）

2021年
- ベイブレードバースト ダイナマイトバトル（2021年 - 2022年、絵コンテ）

2023年
- 境界戦機 極鋼ノ装鬼（絵コンテ）

### ゲーム
1994年
- LUNAR ETERNAL BLUE（絵コンテ）

### その他
2022年
- ガンプラくん PV シーズン2（2022年 - 2023年、監督）

## 小説
- 当たり屋マーティ（朝日ソノラマ、挿絵：鈴木雅久、2004年）
- ストラトス・フォー ― The other sight 1 - 3（メディアファクトリー、挿絵：山内則康・くろたま商会、2003年 - 2004年）
- ストラトス・フォー ― The extra sight（メディアファクトリー、挿絵：山内則康・くろたま商会、2004年）
- ヴァンドレッド 1 - 3（角川書店、挿絵：黒田和也・茜虎徹、2000年）
- ヴァンドレッド ― the second stage 1 - 3（角川書店、挿絵：黒田和也・茜虎徹、2001年）
- ヴァンドレッド ― the extra stage （角川書店、挿絵：黒田和也、2002年）
- 秘境探検ファム&イーリー 1 - 2（朝日ソノラマ、挿絵：田中久仁彦、1995年 - 1996年）
- サンタクルーズ（Webマガジン『トルネードベース』で全6章掲載、挿絵：芝山努）

## ラジオ
- かかずゆみの超輝け!大和魂!!（音泉） 
  - 2008年3月18日（＃227）[注 2]
  - 2013年11月26日（＃516）、12月3日（＃517）
  - 2017年5月16日（＃696）、5月23日（＃697）